# Esmeralda Arosemena de Troitiño
Esmeralda Arosemena de Troitiño (Panamá, 2 de septiembre de 1944) es una abogada panameña. Fue Comisionada de la Comisión Interamericana en Derechos humanos (CIDH) entre 2016 y 2023.

## Vida

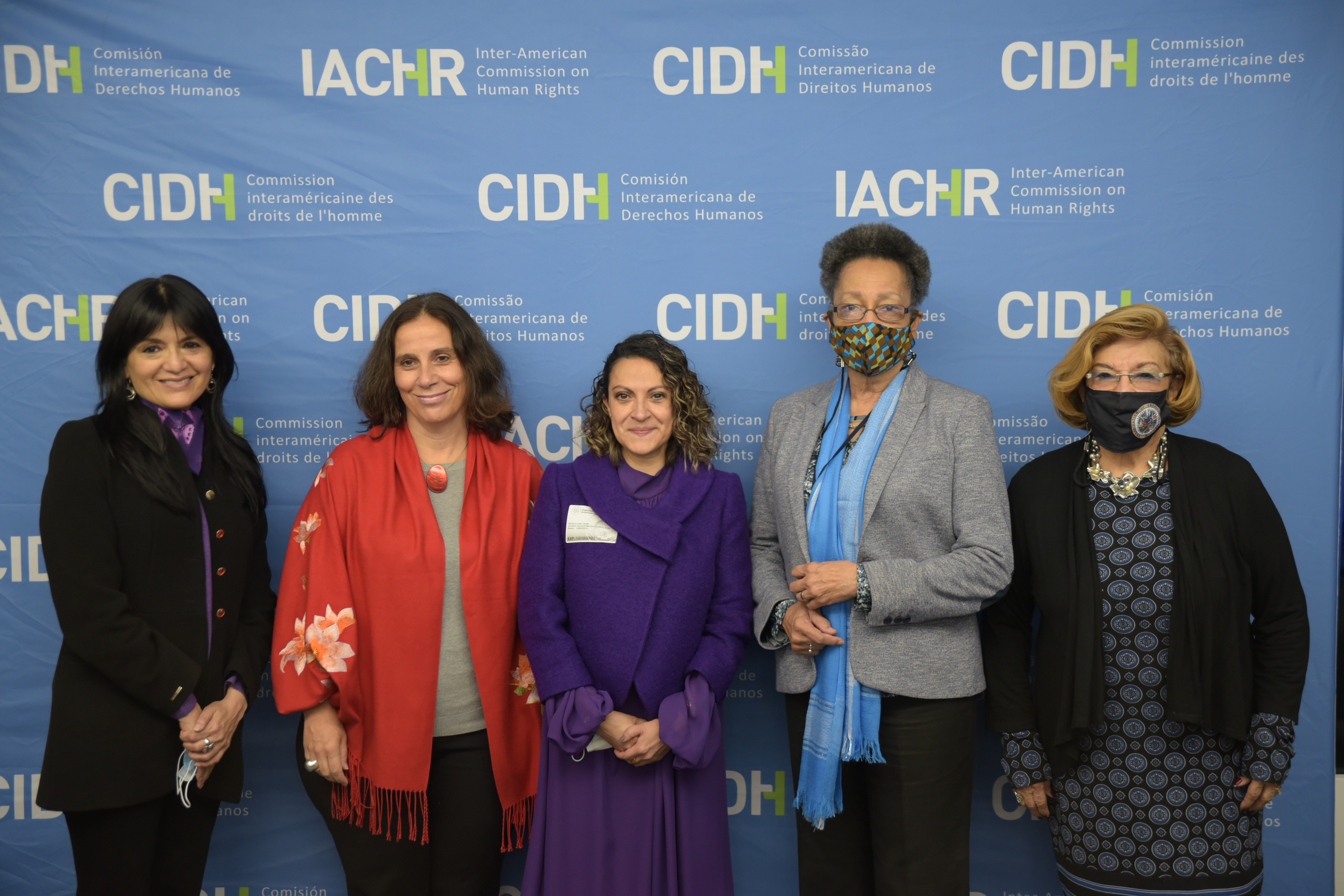
De izquierda a derecha: Julissa Mantilla Falcon, Antonia Urrejola Noguera, Jineth Bedoya Lima, Margarette May Macaulay y De Troitiño en la Comisión Interamericana de Derechos Humanos en Washington DC en el año 2021

Troitiño es de Panamá. Tiene dos grados: uno en filosofía, letras y educación, con una especialización en pedagogía y otro en leyes y ciencias políticas, ambos en la Universidad de Panamá.
En 2011 trabajó para la Comisión encargada de redactar el nuevo Código Procesal Constitucional de Panamá. Ha sido Vicepresidenta y jueza de la Corte Suprema de Justicia de Panamá de 2004 a 2009. Previo a ello, se desempeñó como Magistrada del Tribunal Superior de Niñez y Adolescencia entre 1995 y 2004.
Fue electa como Comisionada de la Comisión Interamericana de Derechos Humanos el 16 de junio de 2015, por la Asamblea General de la OEA, por cuatro años, desde el 1 de enero de 2016 al 31 de diciembre de 2019.
En febrero de 2019 Esmeralda Arosemena de Troitiño fue elegida para ser Presidenta de la Comisión  Interamericana en Derechos humanos (CIDH), tras una reunión en Sucre, Bolivia. Tras el término de su primer mandato en la CIDH, fue reelecta para un segundo período el 28 de junio de 2019, el cual se extendió hasta el 31 de diciembre de 2023.